# سنگین‌پاها
سنگین‌پاها یا بریتوپوس (نام علمی: Brithopus) نام یک سرده از راسته ددکاوان است.